# ビバタウン板宿
ビバタウン板宿（ビバタウンいたやど）は兵庫県神戸市須磨区前池町三丁目にある大型商業施設である。ダイエーの店番号は0353。

## 概要
板宿駅付近に存在する。中核テナントはイオンフードスタイル（旧・ダイエー）板宿店。板宿開発株式会社が設置し以降、ダイエーに地下1階 - 4階までを賃貸している。また、屋上には「VIVA ITAYADO」の名称でフットサルコートも完備ししている。

### イオンフードスタイル板宿店
当地でダイエー板宿店として開業前に、別の場所でダイエー板宿店を1961年7月10日に開業していた（店番号は0014）。ダイエーにとって南神戸地区の出店は初であったがビバタウン板宿の開業を機に移転することになり、1982年7月3日に閉店した。
2019年9月20日のビバタウン板宿の改装オープンに伴い、店舗ブランドを「ダイエー」からフードスタイル業態である「イオンフードスタイル」へ転換された。直営売り場は地下1階と2階の2フロアとなり、3階と4階には専門店が入居した。

## フロア構成
| 階  | イオンフードスタイル板宿店                                | ビバタウン板宿                                            |
| --- | --------------------------------------------------------- | --------------------------------------------------------- |
| 5F  | フィットネス&スパ VIVA板宿（ヘルス&ビューティーのフロア） | フィットネス&スパ VIVA板宿（ヘルス&ビューティーのフロア） |
| 4F  | 専門店のフロア                                            | 駐車場                                                    |
| 3F  | 専門店のフロア                                            | 専門店のフロア                                            |
| 2F  | 衣料品・化粧品・日曜消耗品・ペット用品・調剤薬局・文具    | 専門店                                                    |
| 1F  | 専門店のフロア                                            | 専門店のフロア                                            |
| B1F | 食品のフロア                                              | 専門店                                                    |

## 主なテナント
- イオンフードスタイル（スーパー）
- マツモトキヨシ（ドラッグストア）
- パレットプラザ（写真）
- みなと銀行（ATM）
- イオン銀行（ATM）
- モーリーファンタジー（ゲームセンター）
- Seria（100円ショップ）
- サブウェイ（サンドイッチ）

## アクセス
- 山陽電気鉄道・神戸市営地下鉄西神・山手線 板宿駅から徒歩5分。

## リンク
- VIVATOWN（板宿開発株式会社）
- イオンフードスタイル板宿店